# Norgestomet
Norgestomet, hoặc norgestamet là một loại thuốc progestin dùng trong thuốc thú y để kiểm soát động dục và rụng trứng ở các loài gia súc, được bán dưới tên thương hiệu Syncro-Mate B và Crestar.

## Công dụng

### Thú y
Norgestomet sử dụng trong thú y.

## Dược lý

### Dược lực học
Norgestomet là một progestogen. Ngoài thụ thể progesterone, nó còn sở hữu ái lực (nồng độ mol) yếu đối với thụ thể glucocorticoid.

## Hóa học
Norgestomet, còn được biết là 11β-methyl-17α-axetoxy-19-norprogesterone hoặc như 17α-hydroxy-11β-methyl-19-norpregn-4-ene-3,20-dione acetate, là một tổng hợp norpregnane steroid và một dẫn xuất của progesterone.

## Lịch sử
Norgestomet được phát triển và giới thiệu cho sử dụng thú y vào giữa thập niên 1970.

## Xã hội và văn hoá

### Tên chung
Norgestomet là tên chung của thuốc và INN, USAN và BAN Nó còn được gọi là norgestamet và có tên mã phát triển SC-21009.

### Tên thương hiệu
Norgestomet được bán trên thị trường dưới tên thương hiệu Syncro-Mate B và Crestar.